# Cenócito
Em citologia, denomina-se cenócito (do grego: koinos = partilhar em comum + kytos = compartimento), uma célula, tecido ou organismo multinucleado. Células cenocíticas resultam de repetidas divisões celulares sem a formação de paredes transversais, septos ou membranas que separem os respectivos núcleos das células-filhas adjacentes. Exemplo: bolores,  que possuem hifas cenocíticas.